# Tum, Tum, Goiaba
"Tum, Tum, Goiaba" é uma canção da cantora brasileira Ivete Sangalo, presente em seu terceiro álbum de estúdio, Festa (2001). A canção de axé que fala sobre  a mania que cantora possuía de catar latinhas pra guardar goiaba. "Tum, Tum, Goiaba" foi escrita por Leonardo Reis e Márcio Brasil, e foi lançada como single promocional em julho de 2002 apenas em algumas rádios da Bahia. Mesmo sendo um single limitado, a canção alcançou o Top 40 das paradas de sucesso do Brasil.

## Composição e letra
"Tum, Tum, Goiaba" foi escrita por Leonardo Reis e Márcio Brasil, e é uma canção de axé music. Diferente das demais canções do álbum, que abordavam temáticas amorosas, carnavalescas ou festivas, sua letra apresenta um componente mais simplista e fala apenas sobre a apreciação de Ivete pela fruta goiaba o que é evidenciada nas partes, "Fruta doce, fruto dos meus sonhos, cheira tão madura, flor de todo encanto". 
Na próxima parte, a cantora também demonstra que adora jaca, manga e pinha, falando que ela enfiará essas frutas na boca do seu amado: "Bago de jaca, manga, pinha, vou te dar na boca". O refrão da canção é simples, com Sangalo repetindo, "Tum, tum, tum, tum, goiaba."

## Recepção e divulgação
A crítica Mônica Loureiro do Cliquemusic disse que a canção "é dedicada ao estilo que consagrou Sangalo à frente da Banda Eva." A canção nunca foi incluída em nenhuma compilação lançada por Ivete, apesar de ter sido cantada algumas vezes em shows, incluindo a turnê "Festa Tour" (2002-2003). Sangalo interpretou a canção num medley com as canções "Beleza Rara", "Pra Sempre Ter Você", "Fã", "Miragem" e "Eva" para o seu quinto álbum ao vivo, IS20, gravado em dezembro de 2013.